# 塹壕大衣
塹壕大衣（Trench coat、Trenchcoat）或稱戰壕大衣、壕溝大衣或風衣，是一種厚實的防水大衣。以棉布、皮革或府綢製成，下擺長度及膝蓋至腳踝。最初是第一次世界大戰的陸軍軍官於戰壕中所穿的服裝，也因此而得名。

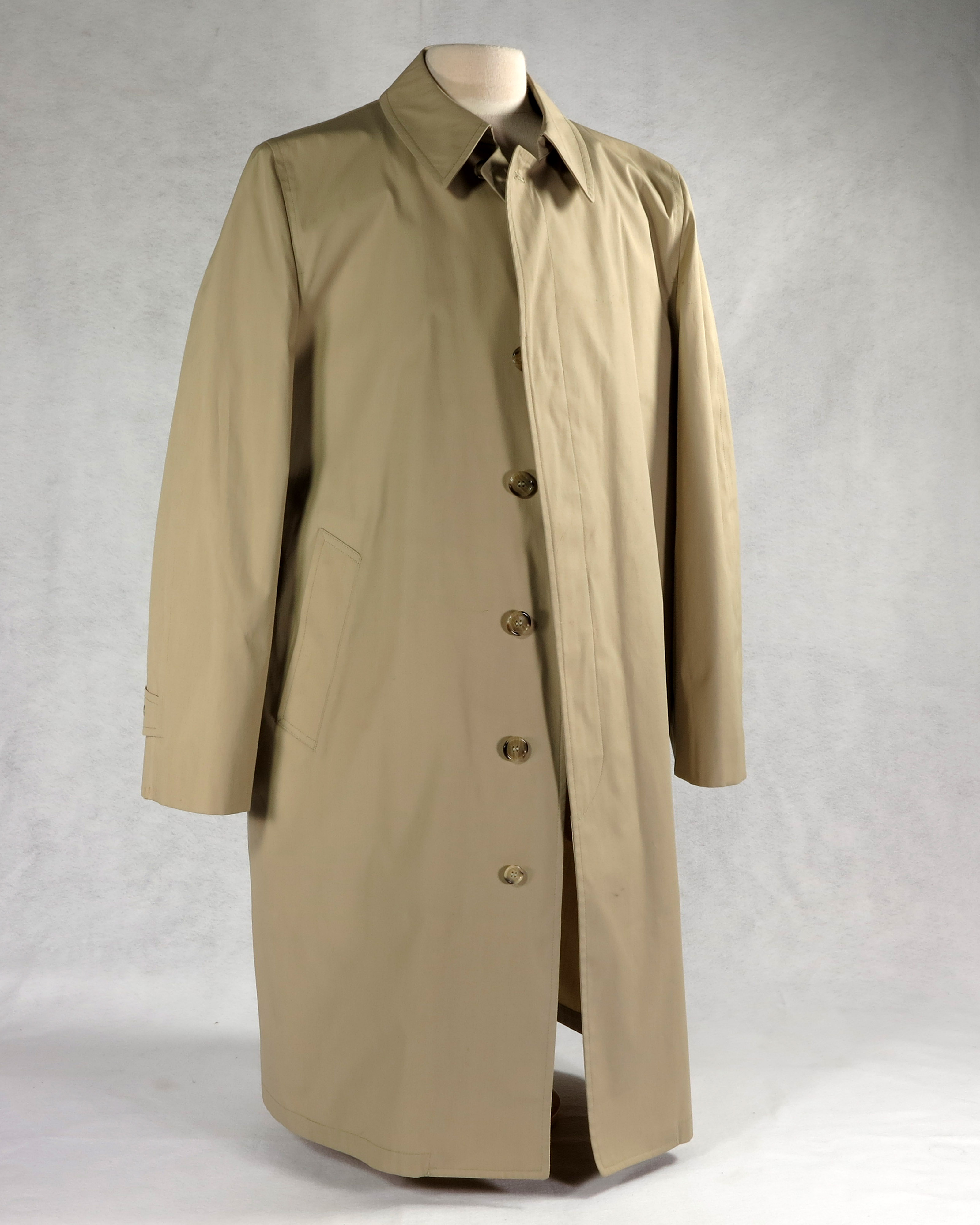
傑拉爾德·福特在1975年的兩次刺殺後在公開場時會穿的戰壕大衣，有防彈背心內襯。